# Protopalythoa heliodiscus
Protopalythoa heliodiscus är en korallart som beskrevs av Ryland och Lancaster 2003. Protopalythoa heliodiscus ingår i släktet Protopalythoa och familjen Zoanthidae. Inga underarter finns listade i Catalogue of Life.